# Брюссельский трамвай

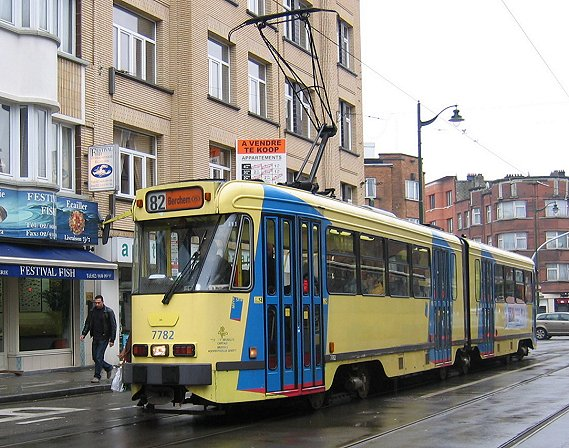
Трамваи на маршруте 82

Брюссельский трамвай — один из видов общественного транспорта Брюсселя. Эксплуатируется городской организацией STIB/MIVB.
Конка (первая в Бельгии) появилась в Брюсселе в 1869 году, в 1877 году в городе стали использоваться паровые трамваи, а в 1894 году в Брюсселе начал действовать электрический трамвай (первый в Бельгии).
Брюссель имеет обширную трамвайную сеть, по состоянию на конец 2007 года в городе действует 18 маршрутов. В 2007—2008 годах проводится программа реорганизации сети, в ходе которой изменяются трассы некоторых маршрутов, появляются новые маршруты и закрываются некоторые старые (о физическом снятии трамвайных линий речь не идёт).
Трамвайные линии Брюсселя имеют разный характер: в городе есть совмещённые трассы, трассы на выделенных полосах, и подземные трамвайные трассы (на маршрутах 3, 4, 7 и других). Подземная часть трамвайных маршрутов называется в городе преметро. После Парижских терактов в связи с розыском террористов на несколько дней вместе с метро были закрыты и станции преметро.
На линиях скоростного трамвая Брюсселя применена система сигнализации и автоблокировки бельгийской фирмы АСЕС. В декабре 1970 года во время проведения конгресса Международного союза общественного транспорта представитель от СССР Владимир Веклич получил возможность досконально ознакомиться с системой. Он описал её в книге и взял её за прототип для разработанной им на отечественной элементной базе аналогичной системы для линии киевского скоростного трамвая.

Брюссельский трамвай — единственная трамвайная система Бельгии, имеющая стандартную ширину колеи (1435 мм).